# Antoni Piotrowski
Antoni Adam Piotrowski cunoscut ca Антони Пьотровски sau Antoni Pyotrovski (n. 7 septembrie 1853, Kunów - d. 12 decembrie 1924, Varșovia) a fost un pictor și desenator polonez care se numără printre artiștii adepți ai romantismului și realismului. Datorită faptului că o lungă perioadă de timp a fost corespondent și ilustrator de carte în Bulgaria la sfârșitul secolului al XIX-lea, Piotrowski este asimilat ca fiind un cronicar al acestei țări. Antoni Piotrowski a fost membru marcant și fondator al Societății artiștilor polonezi „Sztuka”.

## Biografie
Tatăl lui Antoni Piotrowski a lucrat ca funcționar public la o oțelărie din Kunów (Nietulisko). Antoni a început să învețe pictura sub directa îndrumare a lui Wojciech Gerson, începând din anul 1869. După 1875 ia lecții de la Wilhelm Lindenschmit la Munchen după care urmează cursurile Academiei de Arte Frumoase din Cracovia. Pe perioada studiilor din Cracovia, artistul lucrează în  propriul atelier cu alți pictori polonezi, cum au fost  Stanislaw Witkiewicz, Albert Chmielowski și Józef Chełmoński.

## Corespondent de război
Piotrowski a vizitat Bulgaria pentru prima dată în anul 1879, când s-a dus acolo ca ilustrator și corespondent pentru reviste britanice: The Illustrated London News și The Graphic, precum și pentru publicații franțuzești cum era Le Monde illustré și altele. Revine în Franța, la Paris, unde rămâne până în anul 1885, după care se duce din nou în Bulgaria și participă ca voluntar în armata bulgară la războiul sârbo - bulgar. Primește cu această ocazie Medalia Militară a Bulgariei pentru fapte de curaj. În timpul în care era soldat în armata bulgară, Antoni Piotrowski a pictat o serie de tablouri de luptă care au fost ulterior achiziționate de către guvernul bulgar. Picturile sunt expuse, astăzi, la  Muzeul Național de Istorie Militară din Sofia. Printre aceste picturi se regăsesc și „Bătălia din Slivnița”, „Asaltul de la Zaribrod” și „Invazia bulgară din Pirot”. Prin corespondența de război, toate lucrările de pe front au fost publicate în mai multe ziare și reviste europene.

## Opera

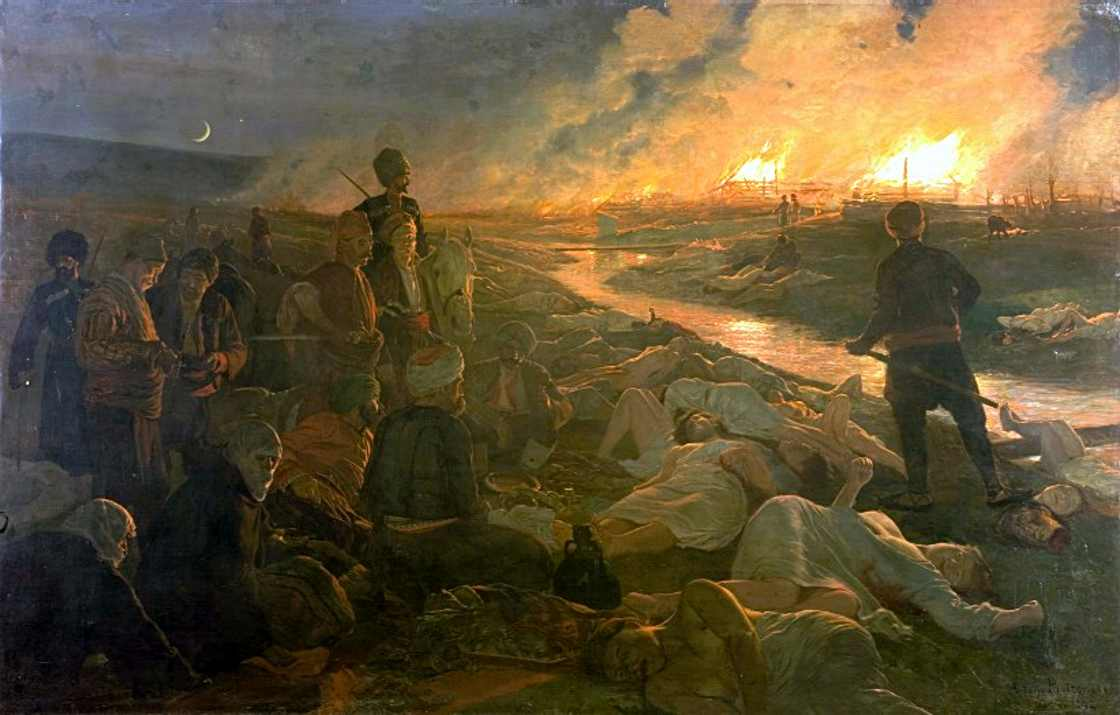
„Masacrul de la Batak”, ulei pe pânză, 1889

Printre operele sale au fost portretele prinților bulgari ( kneji ): Alexander de Battenberg și Ferdinand de Saxa-Coburg-Gotha, acesta din urmă decorându-l pe Piotrowski cu Ordinul de Merit pentru civili. Piotrowski s-a întors în Bulgaria în 1888, revenind în orașul Batak pentru a-l vizita. În această vizită pictează „Masacrul de la Batak” pentru care, Piotrowski, a apelat la scenariști și fotografii cu actori amatori. Lucrarea a fost prezentată la Târgul Internațional de la Plovdiv în anul 1892 și a avut un succes imens. Piotrowski a pictat mai ales scene istorice, de luptă și portrete. Cele mai importante din lucrările sale sunt „Marșul recruților”, seria picturilor din războiul sârbo - bulgar, picturi cu nimfe și satiri și portretele celor doi domnitori bulgari.
Antoni Piotrowski a fost membru fondator, în anul 1897, a Societății artiștilor polonezi „Sztuka”. Artistul a avut discuții premergătoare încă din anul 1891 cu Jacek Malczewski pentru a crea o „Uniune” a artiștilor moderni (contemporani) polonezi. În anul 1900, Piotrowski se mută la Varșovia și în 1905 a devenit din nou corespondent de război, de această dată în Manciuria. În anul 1925, la un an de la moartea sa, la Galeria de artă Zachęta din cadrul Muzeului Național din Varșovia, a avut loc o expoziție comemorativă.

## Galerie imagini

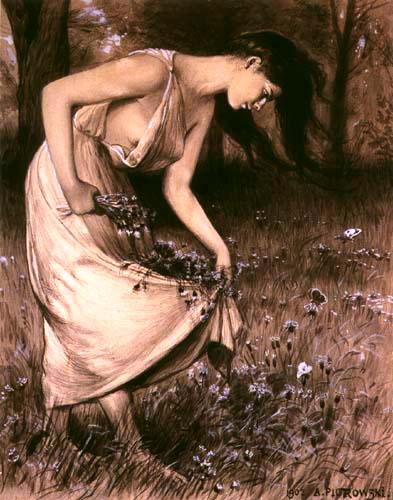
„Primăvară”, 1902
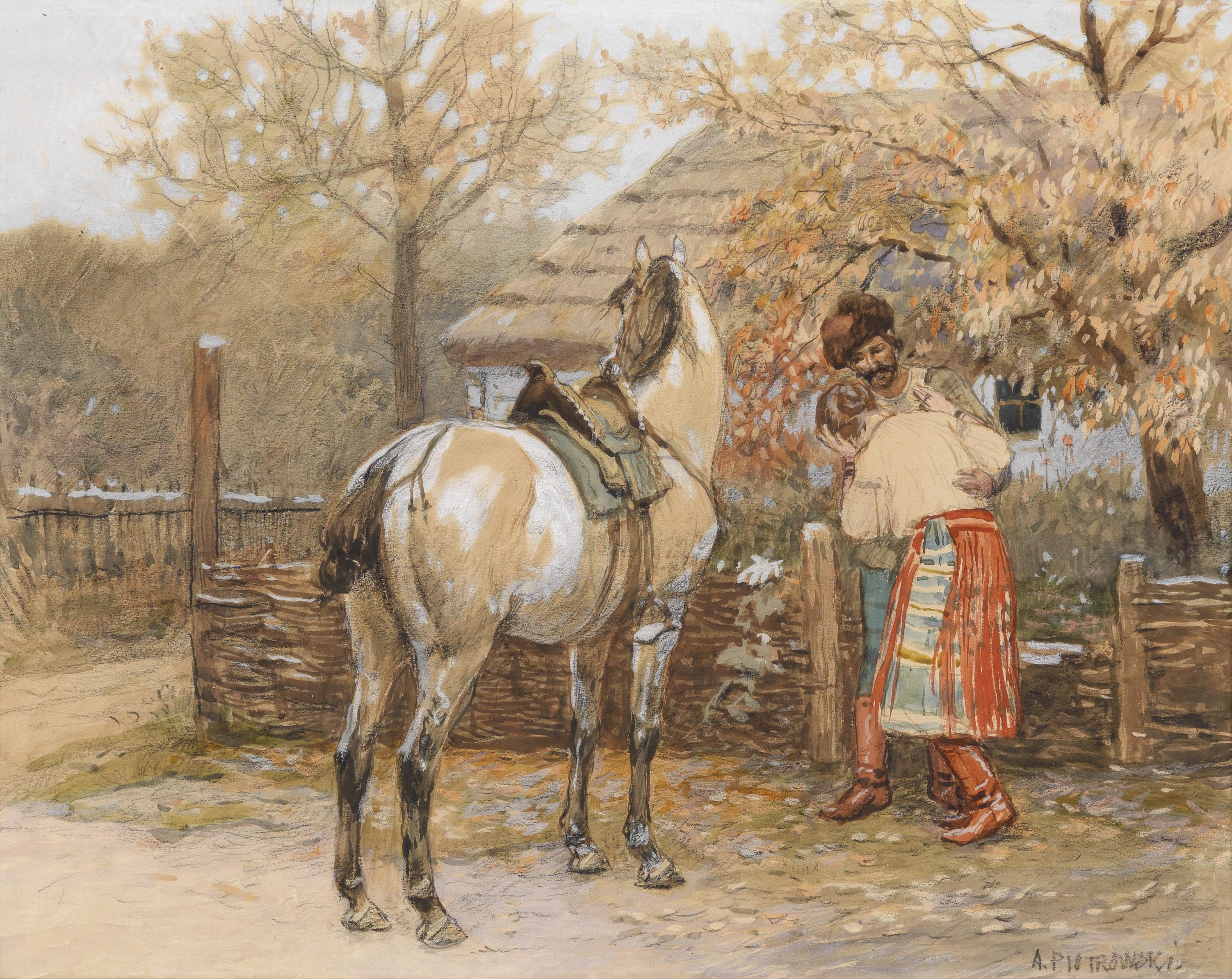
„Rămas bun”, 1924
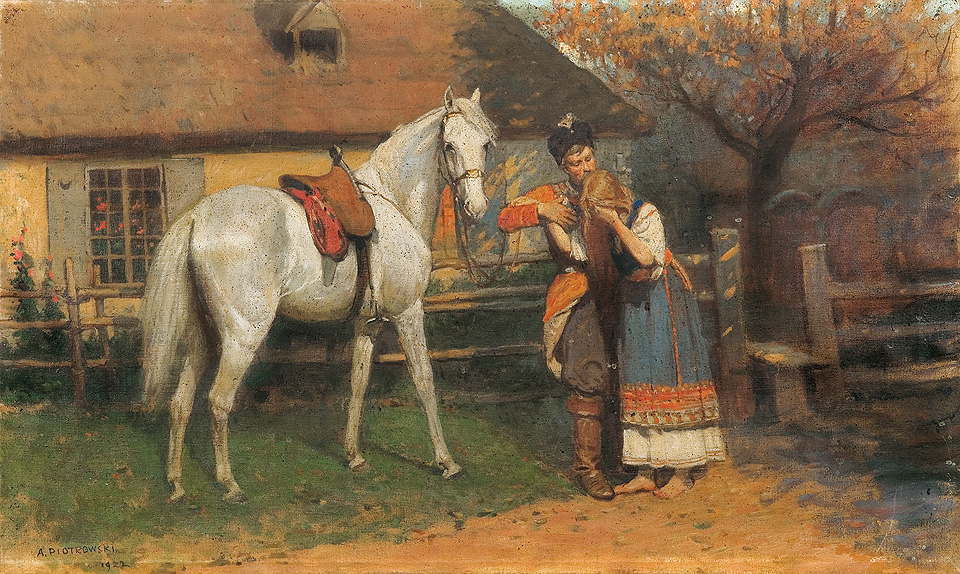
„Rămas bun”, 1922
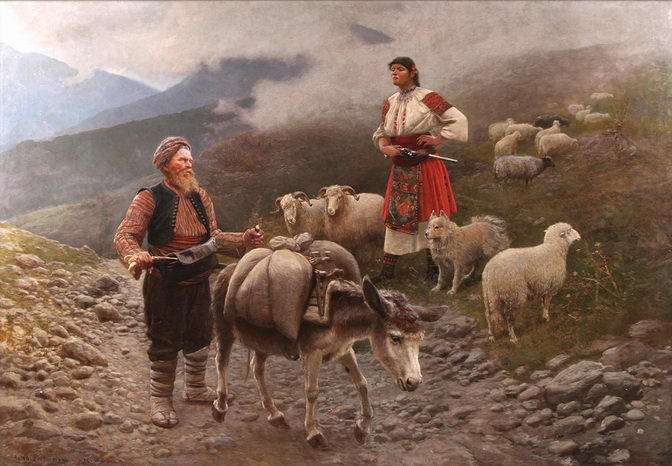
„Întâlnirea”, 1896
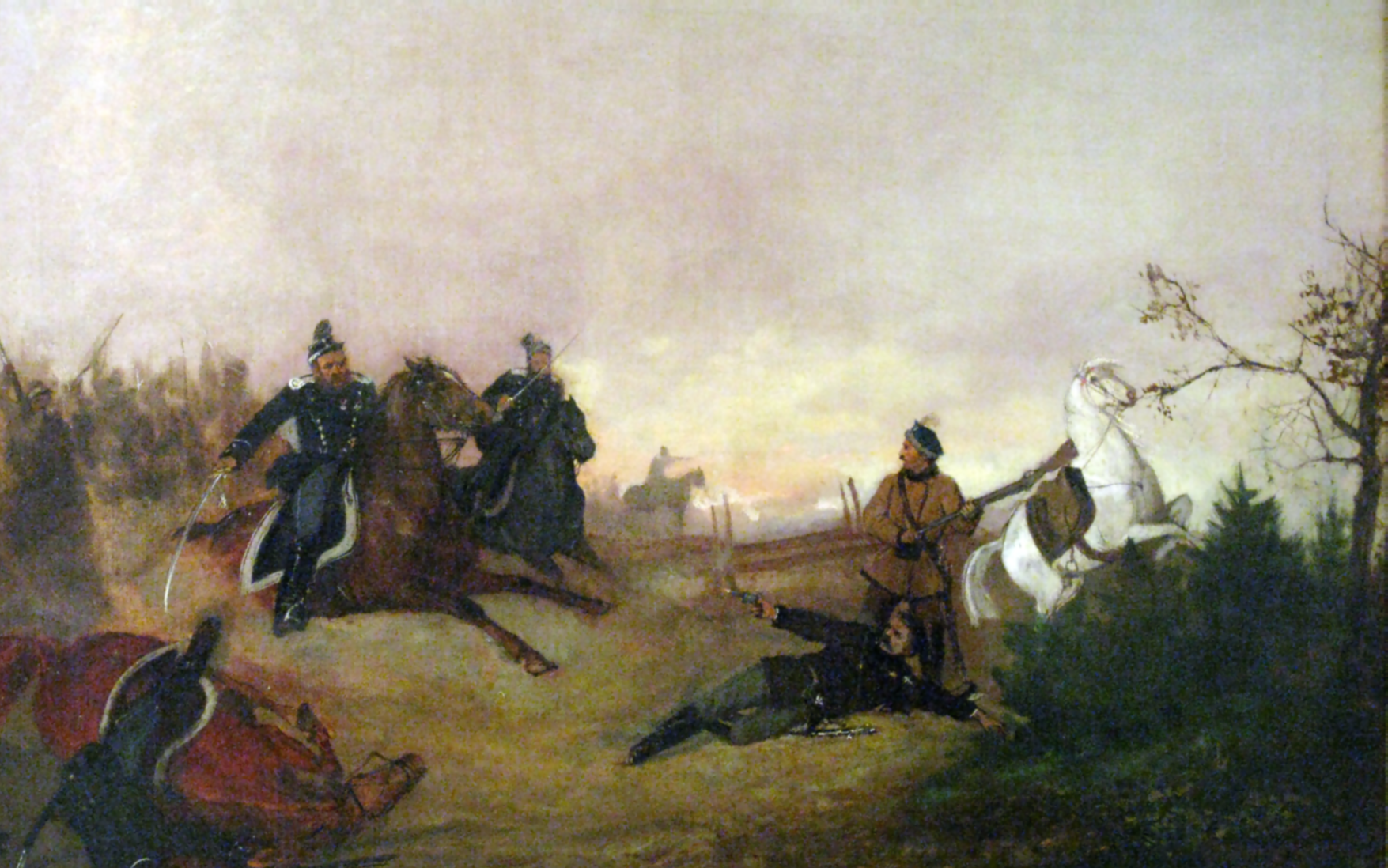
„Moartea lui Dionisie Czachowskiego în bătălia de la Wierzchowiskami în 1863”, 1924
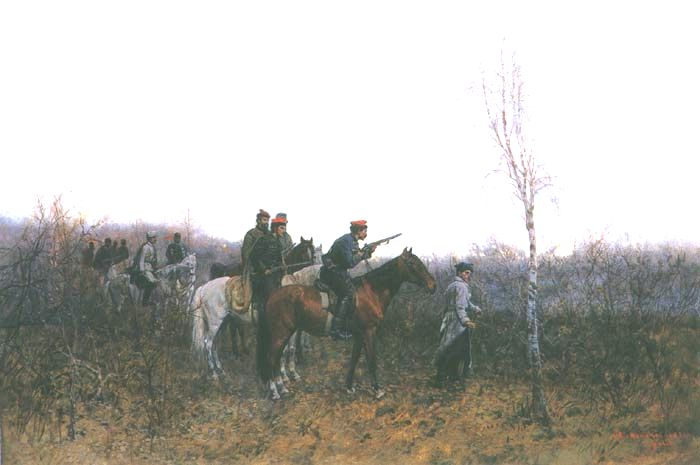
„Patrula insurgenților”, 1882
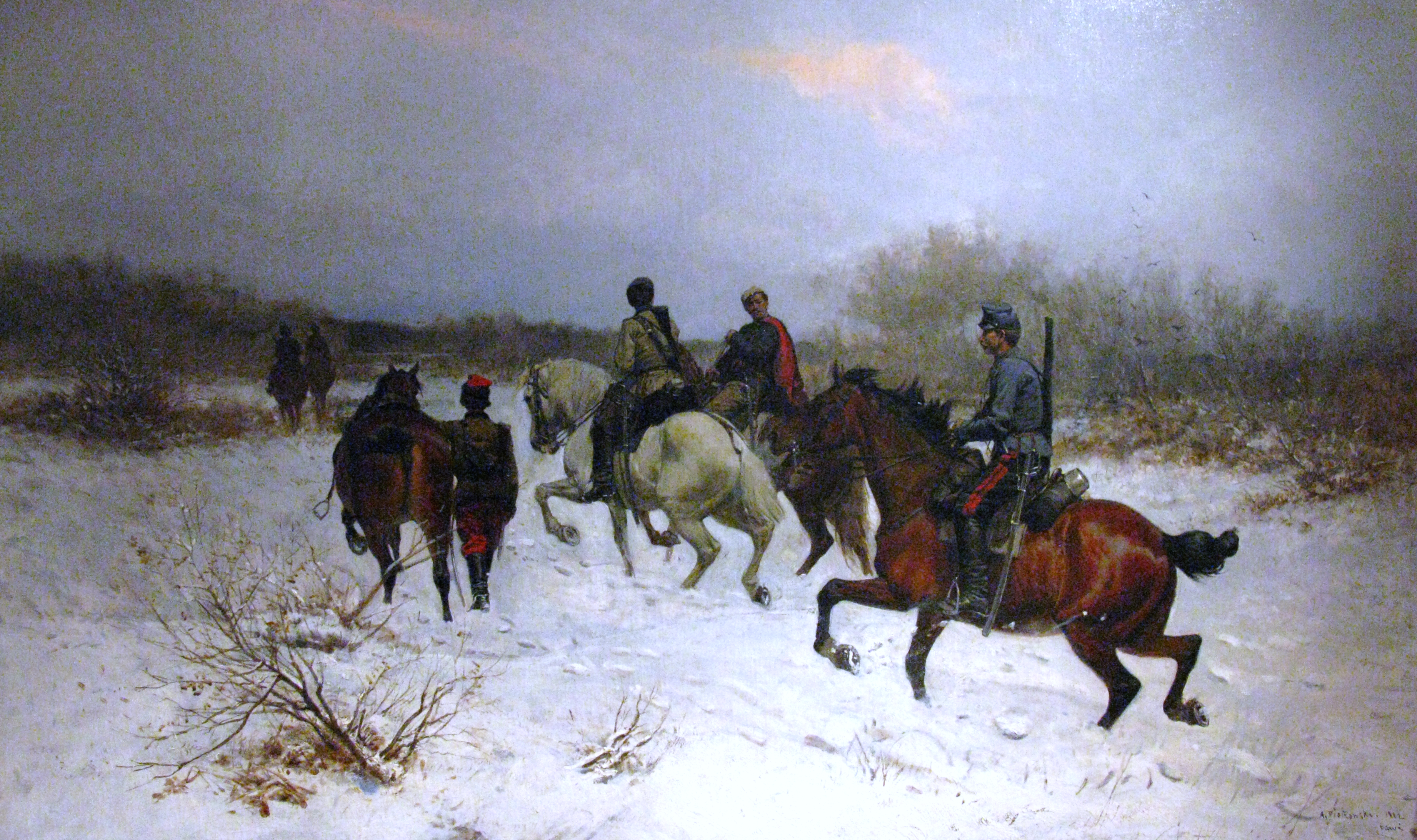
„Patrula partizanilor polonezi din 1863”, 1924
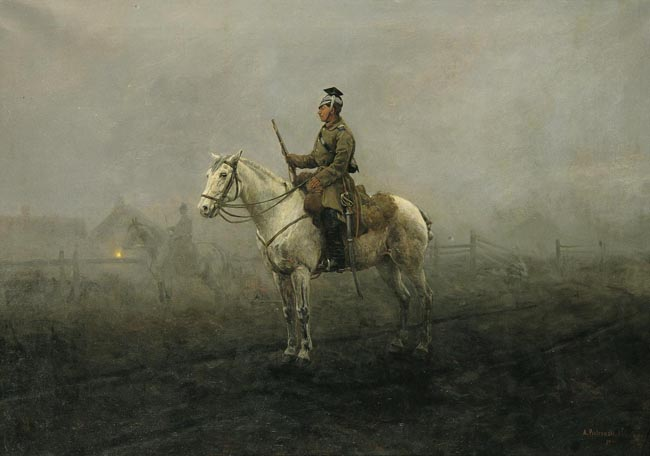
„Ascuns în ceață”
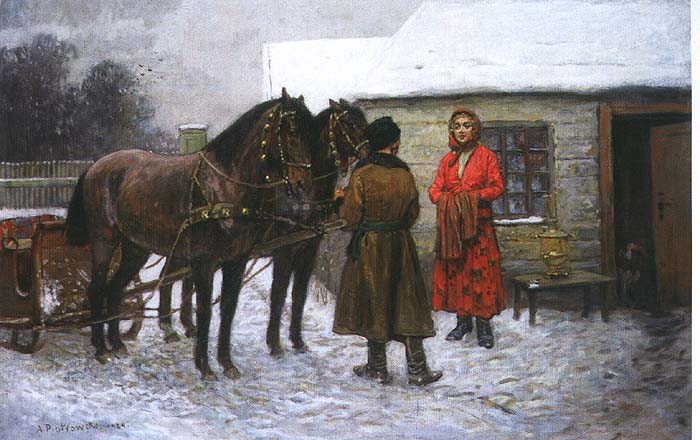
„Vizitatorul”
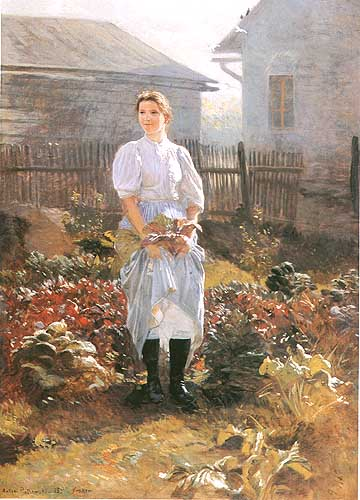
„Gospodina”
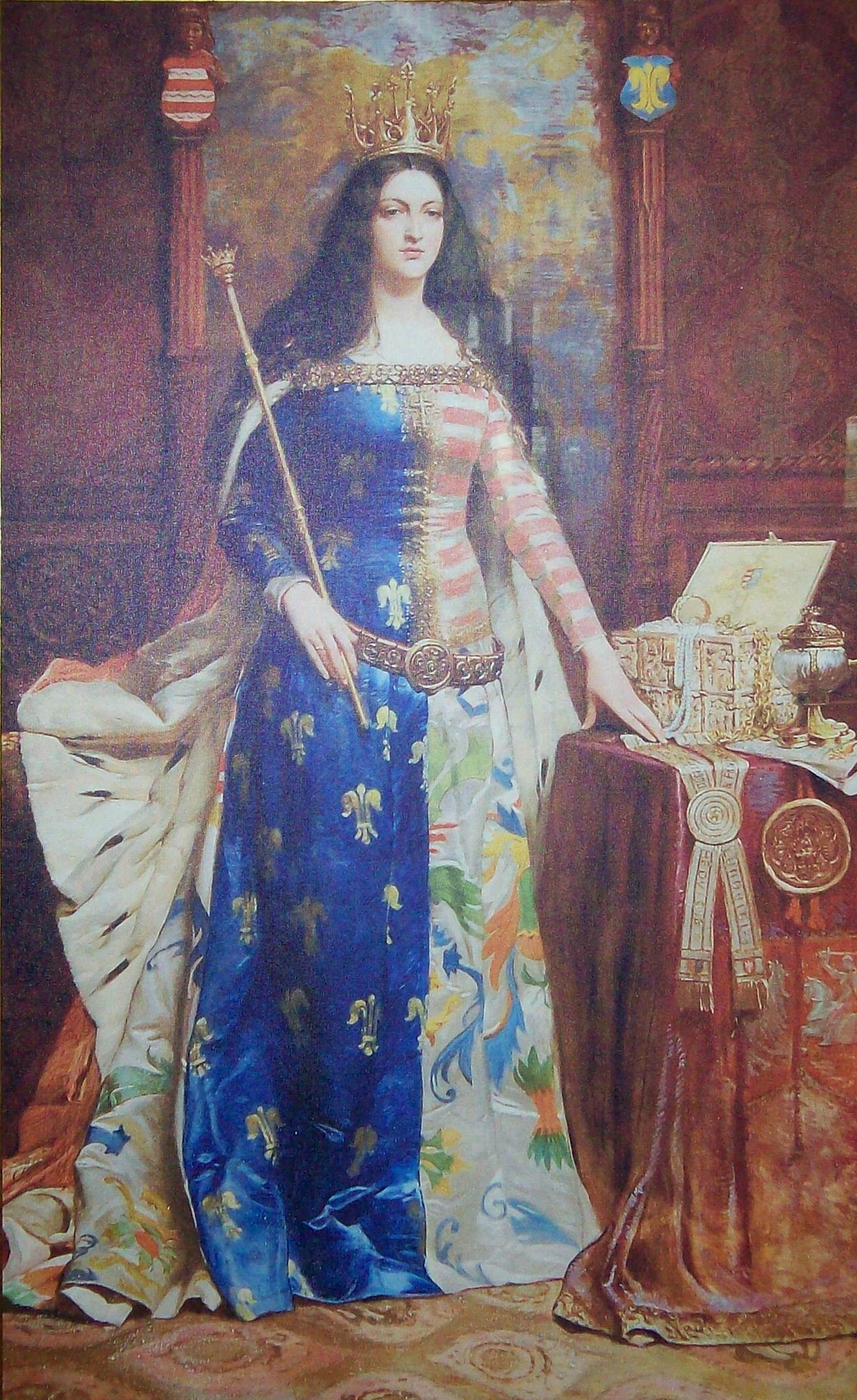
„Portretul Reginei Jadwiga a Poloniei”, 1900